# Cucullia wredowii
Cucullia wredowii là một loài bướm đêm trong họ Noctuidae.